# Henri de Saint-Simon
Claude Henri de Rouvroy Saint-Simon (Henri de Saint-Simon eller Saint-Simon født 17. oktober 1760 i Paris, død 19. maj 1825 sammensted) var en fransk socialist og politisk teoretiker.
Saint-Simon var blandt dem, som senere af Karl Marx blev omtalt som utopiske socialister. Hans teorier går under betegnelsen saintsimonismen. Hans ideer blev videreudviklet af Auguste Comte og senere af Émile Durkheim.

## Liv og gerning
Saint-Simons afstamning — han mente selv, den gik tilbage til Karl den Store — spiller en rolle ikke blot i hans liv, men også i hans tænkning. Tidligt blev det hans storhedsdrøm, at han havde en mission at udføre, og så godt som hans hele liv blev optaget af forberedelser til at gennemføre den. Fra denne idé udgik alle hans bestræbelser, den gjorde ham til en utrættelig forkynder, til visionær og religionsstifter. Saint-Simon førte et omskifteligt liv. Han fik en militær opdragelse, hvad der ikke hindrede ham i at gøre bekendtskab med de historiske og filosofiske videnskaber. D’Alembert var en tid hans lærer, og han påvirkedes stærkt af encyklopædisterne. I 1779 drog han til Amerika, hvor han kæmpede for uafhængighedens sag, indtil han hårdt såret måtte forlade tjenesten. I 1783 vendte han tilbage til Frankrig og forlod kort tid efter militærtjenesten for helt at vie sig filosofiske studier og den sociale mission, der nu dæmrede for hans bevidsthed. Han ønskede imidlertid først at sætte sig ind i forskellige videnskaber og udvide sine erfaringer ved rejser. I Spanien virkede han for at forbinde Madrid med havet, han besøgte England og Tyskland og optrådte i Holland som selvbestaltet diplomatisk agent. Denne omtumlen afbrydes af den franske revolution, under hvilken hans families store formue gik tabt. For at kunne udrette så meget mere for sine sociale ideers fremme ville han først på ny genvinde de materielle midler. Hans ønske var at omgive sig med lærde, grundlægge et akademi for sociale videnskaber, udgive en ny stor encyklopædi som organ for sine ideer og planer. For at kunne iværksætte alt dette drev han 1790 omfattende handelsspekulationer i revolutionens omkalfatring af ejendomsforholdene. Heldet fulgte ham, men den formue, hvormed han trak sig tilbage, smeltede snart sammen ved den rundhåndethed, han udfoldede, ikke mindst over for den kreds af lærde og kunstnere, han samlede om sig. Inden et par år var han ruineret, og hans liv forblev herefter en fortsat kamp med den materielle nød, indtil han i sine sidste leveår fandt en del tilhængere, der sørgede for hans udkomme.

## Som forfatter
Saint-Simons forfatterskab begyndte først sent, og først i den fattige periode af hans liv. Sine sociale ideer fremsatte han første gang i større udførlighed i det fragmentariske værk L’Industrie (1817—18), hvori dog Augustin Thierry havde en væsentlig andel. I 1819 lykkedes det Saint-Simon at grundlægge et tidsskrift, L’Organisateur. 1821—23 udkom endelig Le système industriel. Dette værks tendens var at påkalde de styrendes opmærksomhed for de samfundsklasser, hvis eneste eksistensmiddel er deres arbejdskraft. Til dette værk sluttede sig fire hæfter moralske betragtninger til næringslivets mænd, Catéchisme des industriels (1823—24), og hvis 3. hæfte, der bærer undertitlen Système de politique positive, har en særlig interesse, da det i sin helhed var forfattet af hans daværende sekretær Auguste Comte, som her nedlagde det første udkast til sin, af Saint-Simon direkte inspirerede filosofi. I sit filosofiske testamente Le nouveau Christianisme (1825), der indeholdt hans religiøse program, forkyndtes en ny kristendom: religionens hovedopgave er at hæve underklassen fysisk og moralsk således, at de enkelte individers naturlige anlæg kan komme til udfoldelse. Arbejderne står hjælpeløse og forladte, da den besiddende, organiserede middelklasse kun kæmper mod feudalvæsenet for en politisk frihed, der ikke har interesse for arbejderne. Disse forlanger en omorganisation af samfundet, der kan forbedre deres levevilkår, så enhver kan arbejde efter sin evne og få løn efter det ydede arbejde. En sådan udvikling er efter Saint-Simon ikke blot ønskelig, men den er efter de givne økonomiske og sociale forhold en historisk nødvendighed. Saint-Simon, der ellers henregnes til de utopiske socialister, har her som den første forklaret socialismen som en nødvendighed efter den givne historiske udvikling.
Efter Saint-Simons død stod en række af hans begejstrede elever rede til at fortsætte hans værk. Moralsk forfægtede han en positiv og utilitaristisk humanisme, der betoner det jordiskes værd uden at fornægte den religiøse følelses ret til at udfolde sig frit. Han ville, at de enkelte individer skal være gennemsyrede af næstekærlighed, og at en for teologiens dogmer renset religion, den af ham forkyndte "ny kristendom", skulle være den styrende magt i samfundet. Arbejdet er en hellig pligt for alle, og folkeskolens undervisning burde være anlagt på at dygtiggøre for livets praktiske gerning. Saint-Simons ærgerrighed var at samle al viden for af dens sum at opbygge sit system som grundlag for et nyt samfund. Han blev aldrig færdig, nåede kun til udkast, som han med journalistens hastende jag strøede ud i en spredt produktion, fuld af geniale glimt, af frugtbare kim, der slog rod og gav grøde århundredet igennem.

## Forfatterskab
- Lettres d'un habitant de Genève à ses contemporains (1803),
- L'Industrie (1816-1817),
- Le Politique (1819),
- L'Organisateur (1819-1820),
- Du système industriel, 1822
- Catéchisme des industriels (1823-1824),
- Nouveau Christianisme (1825).